# Vodovky (film)
Vodovky (v originále Watercolors) je americký hraný film z roku 2008, který režíroval David Oliveras podle vlastního scénáře. Film popisuje vztah dvou středoškolských studentů. Snímek byl v ČR uveden na filmovém festivalu Febiofest v roce 2009.

## Děj
Daniel (Danny) Wheeler je mladý malíř, který má právě vernisáž v New Yorku. Ve vzpomínkách se vrací o 15 let nazpět, kdy bydlel ještě v Los Angeles a v šestnácti se poprvé zamiloval.
Danny na střední škole navštěvuje kurs malování. Na víkend se u nich ubytuje jeho spolužák Carter, protože jeho otec odjíždí na služební cestu mimo město. Carter je členem školního plaveckého týmu, a i když chodí do stejné třídy, s Dannym se nikdy nebavil. Začne se mezi nimi postupně vyvíjet určitý vztah a Danny se do Cartera zamiluje. Carter mu sice stojí modelem pro jeho kresby, ale jinak po Dannym chce, aby ho ve škole vůbec nekontaktoval. Mimo školu se dále stýkají. Jejich vztah je přesto odhalen a oba jsou terčem útoků ze strany spolužáků. Carter je navíc vyloučen z plaveckého družstva kvůli špatným známkám. Později dostane ve škole epileptický záchvat a je odvezen do nemocnice. Danny se za ním vypraví, ale Carter se s ním nechce bavit. Později se Danny dozví, že Carter zemřel.

## Obsazení
| Tye Olson                | Daniel Wheeler             |
| Kyle Clare               | Carter Melman              |
| Ellie Araiza             | Andy                       |
| Casey Kramer             | Miriam Wheeler             |
| Jeffrey Lee Woods        | Stephen Melman             |
| William Charles Mitchell | profesor angličtiny Frank  |
| Karen Blacková           | profesorka umění Martinová |
| Ian Rhodes               | Daniel jako dospělý        |
| Edward Finlay            | Allan                      |
| David Schroeder          | ředitel školy              |
| Brandon Lybrand          | Henry                      |
| Greg Louganis            | trenér Brown               |

## Ocenění
- Tampa Gay & Lesbian Film Festival: cena poroty - nejlepší herec (Tye Olson), cena publika - nejlepší vedlejší role (Kyle Clare), cena publika - nejlepší režie (David Oliveras)
- Outfest Los Angeles: cena publika za nejlepší celovečerní film